# 慶忌
慶忌（？—前518年），姬姓，春秋時代吴国公子，各史书对他的记载说法不同。被吴王阖闾的刺客要离刺杀。

## 《左传》的记载
《左传》记载庆忌是夫差的同族，屡次劝谏吴王夫差说：“如果不改变政令，一定亡国。”吴王不听，庆忌离开国都姑苏住在艾地（今江西南昌一带），又乘机到楚国去。庆忌听说越国准备进攻吴国，前475年冬季，庆忌请求回国和越国讲和，回国后想要除掉不忠的人来讨越国的喜欢。吴国人杀死了庆忌。

## 《吴越春秋》的记载
慶忌是吳王僚之子，吳國勇士。闔閭指慶忌之勇，世所聞也。筋骨果勁，萬人莫當。走追奔獸，手接飛鳥，骨騰肉飛，拊膝數百里。最後被闔閭派遣的刺客要離所殺。

## 《管子》的记载
也可以指妖怪，據《管子‧水地》記載“涸澤數百歲，谷之不徒、水之不絕者，生慶忌。慶忌者，其狀若人，其長四寸，衣黃衣，冠黃冠，戴黃蓋，乘小馬，好急馳。以其名呼之，可使千里一日反報。此涸澤之精也”。

## 脚注
1. ↑  《左傳·哀公二十年》：「吳公子慶忌驟諫吳子（夫差）曰：『不改，必亡。』弗聽。出居於艾，遂適楚。聞越將伐吳，冬，請歸平越，遂歸。欲除不忠者以說於越，吳人殺之。」
2. ↑  《吳越春秋·闔閭內傳·闔閭二年》 :  王曰：『子何為者？」要離曰：「臣國東千里之人，臣細小無力，迎風則僵，負風則伏。大王有命，臣敢不盡力！」吳王心非子胥進此人，良久默然不言。要離即進曰：「大王患慶忌乎？臣能殺之。」王曰：「慶忌之勇，世所聞也。筋骨果勁，萬人莫當。走追奔獸，手接飛鳥，骨騰肉飛，拊膝數百里。吾嘗追之於江，駟馬馳不及，射之闇接，矢不可中。今子之力不如也。」要離曰：「王有意焉，臣能殺之。」

## 相关
百妖谱